# Micheil Qawelaschwili
Micheil Qawelaschwili (georgisch მიხეილ ყაველაშვილი, UEFA-Transkription englisch Mikheil Kavelashvili, russisch Михаил Гурамович Кавелашвили Michail Guramowitsch Kawelaschwili; * 22. Juli 1971 in Bolnissi, Georgische SSR) ist ein georgischer Politiker und ehemaliger Fußballspieler. Er war elf Jahre im Kader der georgischen Fußballnationalmannschaft. Er spielte auf der Position eines Mittelstürmers. Seit 2016 ist er Abgeordneter des georgischen Parlaments. Am 14. Dezember 2024 wurde er zum Präsidenten Georgiens gewählt und trat sein Amt am 29. Dezember 2024 an.

## Leben

### Frühe Jahre
Nach dem Abitur an der Sekundarschule wurde er 1989 zum Studium an der Wirtschaftsfakultät der Staatlichen Universität Tiflis aufgenommen. 1990 begann er seine sportliche Profikarriere.
2015 war er Prätendent zum Präsidenten des nationalen Georgischen Fußballverbands, aber seine Kandidatur wurde abgelehnt, da er den Mindestbedingungen wegen fehlender Hochschulbildung nicht entsprach.

### Familie
Er ist verheiratet mit Tamare Bagrationi (* 1971). Das Paar hat drei gemeinsame Kinder: Mariam (* 1996), Guram (* 2001) und Elizabeth (* 2013).

### Sportkarriere
Qawelaschwili begann seine Profikarriere 1990 bei Dinamo Tiflis in der höchsten georgischen Liga, nachdem er dort bereits die Jugendabteilungen durchlaufen hatte. Mit dem Verein wurde er dreimal Georgischer Meister. 1995 verpflichtete ihn als erster ausländischer Verein auf Leihbasis der russische Club Alanija Wladikawkas. Mit der Mannschaft wurde er im selben Jahr russischer Meister in der Premjer-Liga.
1995 unterschrieb er einen Vertrag beim englischen Verein Manchester City, für den er jedoch nur ein Jahr spielte und 28 Spiele bestritt. 1997 wurde Qawelaschwili in die Schweiz zu den Grasshoppers Zürich ausgeliehen. Dort gelangen ihm in zwei Jahren 20 Tore in 59 absolvierten Spielen. 1999 bekam er einen Vertrag beim Stadtrivalen FC Zürich. Nach drei Jahren dort wechselte er zum FC Luzern und ein weiteres Jahr später zum FC Sion. Nachdem er im Januar 2004 zum FC Aarau gewechselt war, wurde er Ende des Jahres erneut an Alanija Wladikawkas verliehen, kam aber nach sieben Spielen zurück in die Schweiz. Von März bis Dezember 2006 verpflichtete ihn der Schweizer Meister FC Basel, dessen Trainer Christian Gross ihn noch aus früheren Zeiten in Zürich kannte.
Von 1991 bis 2002 bestritt Qawelaschwili insgesamt 46 Spiele für die georgische Fußballnationalmannschaft, in denen er neun Tore erzielte.

### Politik
2016 wurde er für die Regierungspartei Georgischer Traum ins Parlament gewählt. 2022 verließ er sie und schloss sich der neugegründeten US- und EU-kritischen, rechtskonservativen Partei Chalchis dsala („Volksmacht“) an. Bei der Parlamentswahl 2024 wurde er für diese Partei, aber über die Liste des Georgischen Traums als Abgeordneter wiedergewählt.
Im November 2024 nominierte der Georgische Traum ihn als Kandidaten für die Präsidentschaftswahl am 14. Dezember 2024. Für ihn stimmten 224 Mitglieder der 300-köpfigen Wahlversammlung. Er war der einzige Kandidat; die Oppositionsparteien boykottierten die Abstimmung. Mit der Vereidigung am 29. Dezember 2024 trat er sein Amt als georgisches Staatsoberhaupt an. Die bisherige Amtsinhaberin Salome Surabischwili erkannte ihren Nachfolger nicht an, da die Parlamentswahlen im Oktober von Wahlmanipulationen geprägt gewesen sein sollen und das neue Parlament nicht verfassungskonform zusammengekommen sein soll. Sie räumte den Amtssitz, gab das Amt jedoch zunächst nicht auf.
Zu Qawelaschwilis ersten Amtshandlungen gehörten Erlasse von zuvor vom Parlament beschlossenen Gesetzen, die polizeiliches Vorgehen gegen Demonstrationen erleichtern, Vermummung, Laser und helle Taschenlampen auf Kundgebungen verbieten und hohe Strafen sowie präventive Festnahmen vorsehen. Nach nur drei Wochen im Amt ließ er 613 Straftäter begnadigen, was wiederum öffentliche Kritik hervorrief, da es unglaubwürdig war, dass der aufwändige Prozess der Begutachtung von Begnadigungsgesuchen in dieser kurzen Zeit für alle Begnadigten geschehen sein kann.